# Hitorinoshita - The Outcast
Yi ren zhi xia (一人之下S) è un manhua scritto da Dòng Màn Táng e disegnato da Mǐ Èr, pubblicato online dalla Tencent dal 26 febbraio 2015. Un adattamento anime, intitolato Hitorinoshita - The Outcast (一人之下 the outcast?) e prodotto dalla Pandanium x Namu Animation, è stato trasmesso in Giappone tra il 9 luglio e il 24 settembre 2016. Una seconda stagione anime è stata annunciata il 24 marzo 2017 all'evento AnimeJapan..

## Personaggi
Zhang Chulan / Chō Soran (張楚嵐?)
Doppiato da: Atsushi Tamaru, Yūko Iida (bambino)
Feng Bao Bao / Fū Hōhō (馮宝宝?)
Doppiata da: Saori Hayami
Xu San / Jo San (徐三?)
Doppiato da: Kenji Nojima
Xu Si / Jo Yon (徐四?)
Doppiato da: Shinnosuke Tachibana
Yuan / Saru (猿?)
Doppiato da: Kappei Yamaguchi
Liu Yanyan / Ryu Kenken (柳妍妍?)
Doppiata da: Ayaka Asai
Zhang Xilin / Chō Shakurin (張錫林?)
Doppiato da: Tadashi Miyazawa
Zhang Yude /  Chō Yotoku (張予徳?)
Doppiato da: Kanehira Yamamoto
Xia He /  Natsuka (夏禾?)
Doppiata da: Yōko Hikasa
Lu Liang / Lo Ryo (呂良?)
Doppiata da: Marie Miyake
Feng Shayan / Fuusaen (風沙燕?)
Doppiata da: Yumi Hara
Zhang Lingyu / Chō Reiyu (張霊玉?)
Doppiato da: Kōsuke Toriumi

## Anime
L'adattamento anime è stato annunciato da Emon Animation Company nel giugno 2016. La serie televisiva, diretta da Wáng Xīn presso lo studio Pandanium x Namu Animation, è andata in onda dal 9 luglio al 24 settembre 2016. Le sigle di apertura e chiusura sono rispettivamente Arcadia dei Lilith e In the Dawn degli Affective Synergy. In Italia e nel resto del mondo, ad eccezione di Cina, Giappone e Corea, gli episodi sono stati trasmessi in streaming in versione simulcast da Crunchyroll.

### Episodi
| Nº | Titolo italiano Giapponese 「Kanji」 - Rōmaji                          | In onda           | In onda |
| Nº | Titolo italiano Giapponese 「Kanji」 - Rōmaji                          | Giapponese        |         |
| 1  | Il segreto della famiglia Cho? 「張家の秘密？」 - Chō-ke no himitsu?   | 9 luglio 2016     |         |
| 2  | Schiavi e padroni 「主人と下僕」 - Shujin to geboku                    | 16 luglio 2016    |         |
| 3  | Bugia 「嘘」 - Uso                                                     | 23 luglio 2016    |         |
| 4  | Caos 「混沌」 - Konton                                                 | 30 luglio 2016    |         |
| 5  | Benvenuti al corriere espresso 「ようこそ速達へ」 - Yōkoso sokutatsu e | 6 agosto 2016     |         |
| 6  | Il dio del tuono 「雷神」 - Raijin                                     | 13 agosto 2016    |         |
| 7  | I sentimenti di Soran 「楚嵐の想い」 - Soran no omoi                   | 20 agosto 2016    |         |
| 8  | Infiltrazione 「潜入」 - Sennyū                                        | 27 agosto 2016    |         |
| 9  | Tecniche segrete 「秘術」 - Hijutsu                                    | 3 settembre 2016  |         |
| 10 | Hoho 「宝宝」 - Hōhō                                                   | 10 settembre 2016 |         |
| 11 | 1944 「一九四四」 - Senkyūhyakuyonjūyon                                | 17 settembre 2016 |         |
| 12 | Verso il futuro 「未来へ」 - Mirai e                                   | 24 settembre 2016 |         |